# Silleda
Silleda est une commune de la province de Pontevedra en Espagne située dans la communauté autonome de Galice.
La commune est située sur le Camino de Invierno, un des chemins secondaires du pèlerinage de Saint-Jacques-de-Compostelle qui commence à Ponferrada.

## Lieux-dits
- O Foxo (Silleda)
- Mámoa de Chousa Nova (dolmen)